# Lithops comptonii
Lithops comptonii är en isörtsväxtart som beskrevs av Harriet Margaret Louisa Bolus. Lithops comptonii ingår i släktet Lithops och familjen isörtsväxter.

## Underarter
Arten delas in i följande underarter:
- L. c. kennedyi
- L. c. weberi